# Alphabet cyrillique serbe

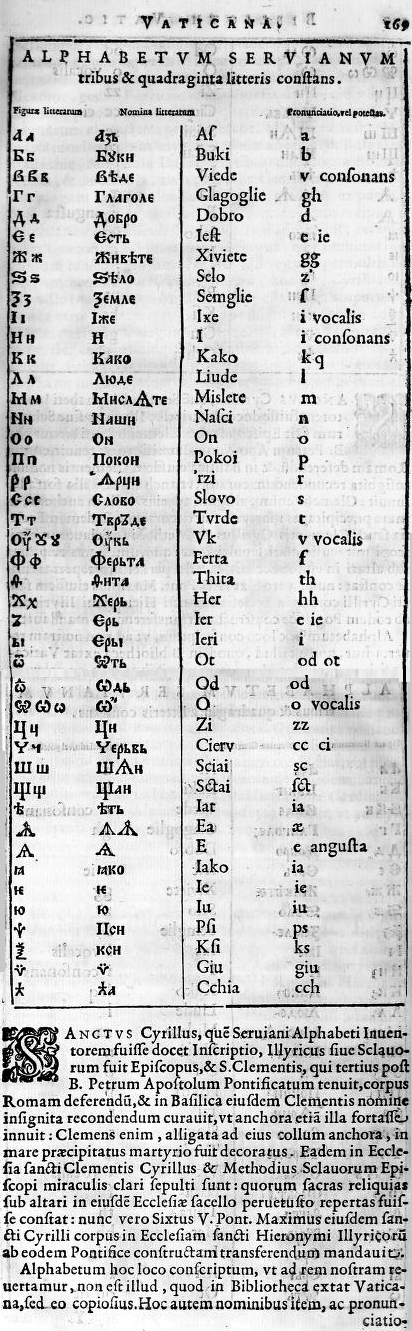
Alphabet cyrillique serbe. Biblioteca Apostolica Vaticana.

L’alphabet cyrillique serbe (en serbe : Српска ћирилица / Srpska ćirilica) est une variante de l'alphabet cyrillique utilisée pour écrire la langue serbe, adaptée en 1818 par le philologue et linguiste serbe Vuk Karadžić. C'est l'un des deux alphabets utilisés pour écrire le serbe standard moderne, l'autre étant l'alphabet latin de Gaj.
Karadžić base son alphabet sur l'ancienne écriture slavo-serbe, suivant le principe « écrivez comme vous parlez et lisez comme vous écrivez », en supprimant les lettres obsolètes et les lettres représentant des voyelles iotatées, en introduisant le J de l'alphabet latin et en ajoutant plusieurs consonnes pour des sons spécifiques à la phonologie serbe. Au cours de la même période, les linguistes dirigés par Ljudevit Gaj ont adapté l'alphabet latin, utilisé dans les régions slaves du sud-ouest, en utilisant les mêmes principes. Grâce à cet effort conjoint, les alphabets serbe cyrillique et latin de Gaj pour le serbo-croate ont une congruence complète de un à un, les digraphes latins Lj, Nj et Dž comptant comme des lettres simples.
L'alphabet cyrillique de Karadžić est officiellement adopté par la principauté de Serbie en 1868 et a été utilisé exclusivement dans le pays jusqu'à l'entre-deux-guerres. Les deux alphabets étaient officiels dans le royaume de Yougoslavie et plus tard en république fédérative socialiste de Yougoslavie. En raison de l'espace culturel commun, l'alphabet latin de Gaj a été progressivement adopté en république socialiste de Serbie depuis, et les deux écritures sont utilisées pour écrire le serbe standard moderne. En Serbie, le cyrillique est considéré comme plus traditionnel et a le statut officiel (désigné dans la Constitution comme l'« alphabet officiel », alors que le latin est l'« alphabet officiel », désigné par une loi de niveau inférieur, pour les minorités nationales). C'est aussi une écriture officielle en Bosnie-Herzégovine et au Monténégro, avec le latin de Gaj.

## Usage officiel
Le serbe cyrillique est utilisé officiellement en Serbie, au Monténégro et en Bosnie-Herzégovine. Bien que la Bosnie « accepte officiellement les deux alphabets », l'alphabet latin est presque toujours utilisé en Fédération de Bosnie-Herzégovine, alors que l'alphabet cyrillique est couramment utilisé en Republika Srpska,. La langue serbe en Croatie est officiellement reconnue comme langue minoritaire, mais l'utilisation du cyrillique dans les panneaux bilingues a suscité des protestations et des actes de vandalisme.
Le cyrillique serbe est un symbole important de l'identité serbe. En Serbie, les documents officiels sont imprimés uniquement en cyrillique, même si, selon un sondage de 2014, 47% de la population serbe écrit en alphabet latin alors que 36% écrit en cyrillique.

## Alphabets serbes cyrillique et latin
En Serbie, le serbe s’écrit avec deux alphabets, l’alphabet cyrillique et l’alphabet latin serbe. Le cyrillique est utilisé par les journaux de référence comme Politika (Le Monde serbe). Les journaux en alphabet latin sont des journaux plus généralistes, moins « élitistes » et plus « populaires », comme Blic, ou alors par des journaux « d’opposition » ou « progressistes » comme Danas.
Les deux alphabets sont quasiment bijectifs, c'est-à-dire que le passage de l’un à l’autre suit des règles mécaniques sans perte ; néanmoins, quelques mots font exception, comme injekcija/инјекција (injection), où aux lettres -nj- répondent -нј- et non њ.
L’administration serbe privilégie l’alphabet cyrillique (gouvernement de Serbie), mais elle utilise aussi l’alphabet latin, (voir Ambassade de Serbie en France). C’est ainsi qu’il est indispensable à tout Serbe de connaître les deux alphabets. Lors de l’apprentissage de l’écriture et de la lecture, tous les enfants apprennent les deux alphabets.

## Table des deux alphabets serbes

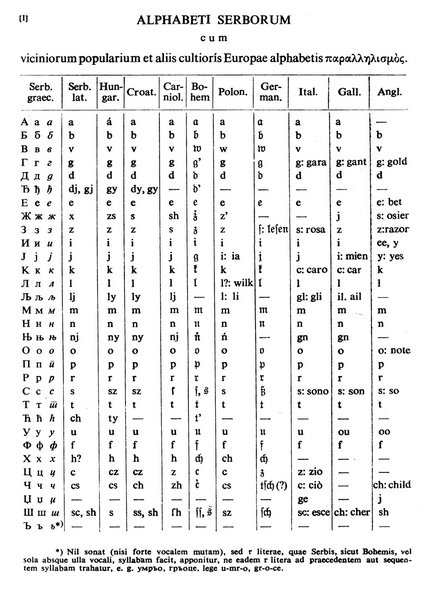
Table des deux alphabet serbe, latin et cyrillique en (1818).

| Cyrillique | Latin | API        |
| ---------- | ----- | ---------- |
| А а        | A     | /a/        |
| Б б        | B     | /b/        |
| В в        | V     | /v/        |
| Г г        | G     | /g/        |
| Д д        | D     | /d/        |
| Ђ ђ        | Đ     | /d͡ʑ/       |
| Е е        | E     | /ɛ/        |
| Ж ж        | Ž     | /ʒ/        |
| З з        | Z     | /z/        |
| И и        | I     | /i/        |
| Ј ј        | J     | /j/        |
| К к        | K     | /k/        |
| Л л        | L     | /l/        |
| Љ љ        | Ǉ     | /ʎ/        |
| М м        | M     | /m/        |
| Н н        | N     | /n/        |
| Њ њ        | Ǌ     | /ɲ/        |
| О о        | O     | /ɔ/        |
| П п        | P     | /p/        |
| Р р        | R     | /r/        |
| С с        | S     | /s/        |
| Т т        | T     | /t/        |
| Ћ ћ        | Ć     | /t͡ɕ/       |
| У у        | U     | /u/        |
| Ф ф        | F     | /f/        |
| Х х        | H     | /x/ ou /h/ |
| Ц ц        | C     | /ʦ/        |
| Ч ч        | Č     | /t͡ʃ/       |
| Џ џ        | Ǆ     | /d͡ʒ/       |
| Ш ш        | Š     | /ʃ/        |

## Histoire médiévale

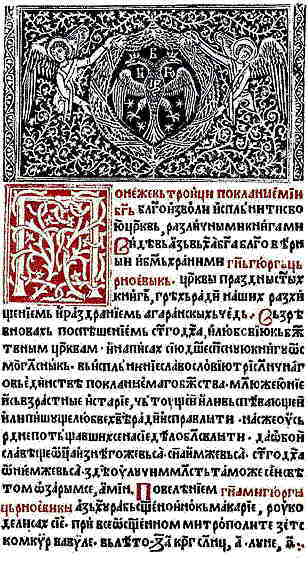
La première page de l'octoich de 1494

### Vieux cyrillique
Selon la tradition, le glagolitique est inventé par les missionnaires chrétiens byzantins et les frères Cyrille et Méthode dans les années 860, au milieu de la christianisation des Slaves. L'alphabet glagolitique semble plus ancien, antérieur à l'introduction du christianisme, seulement formalisé par Cyrille et élargi pour couvrir les sons non grecs. L'alphabet glagolitique est progressivement remplacé au cours des siècles suivants par l'écriture cyrillique, développée par les disciples de Cyrille, peut-être à l'école littéraire de Preslav à la fin du IXe siècle.
La première forme du cyrillique était l'ustav, basé sur l'écriture grecque onciale, augmentée de ligatures et de lettres de l'alphabet glagolitique pour les consonnes qui ne se trouvent pas en grec. Il n'y avait aucune distinction entre les majuscules et les minuscules. La langue standard était basée sur le dialecte slave de Thessalonique.

### Serbe médiéval cyrillique
Le patrimoine littéraire serbe du Moyen Âge comprend des œuvres telles que l'Évangile de Miroslav, les Évangiles de Vukan, le Code de saint Sava, le Code de Dušan, le psautier serbe de Munich, etc. Le premier livre imprimé en serbe fut l’Octoechos de Cetinje, en 1494.

## Réforme de Karadžić
Vuk Stefanović Karadžić fuit la Serbie pour Vienne pendant la Révolution serbe de 1813. Là, il rencontre Jernej Kopitar, un linguiste qui s'intéresse au slavisme. Kopitar et Sava Mrkalj aident Vuk à réformer le serbe et son orthographe. Il finalisa l'alphabet en 1818 avec le Serbian Dictionary.
Karadžić réforme le serbe standard et normalise l'alphabet cyrillique serbe en suivant des principes phonémiques stricts sur le modèle de Johann Christoph Adelung et l'alphabet tchèque de Jan Hus. Les réformes du serbe standard de Karadžić le modernisent et l'éloignent du slavon de l'Église serbe et russe, le rapprochant au contraire de la langue populaire commune, en particulier du dialecte de l'Herzégovine orientale qu'il parlait. Karadžić fut, avec Đuro Daničić, le principal signataire serbe de la Convention littéraire de Vienne de 1850 qui, encouragée par les autorités autrichiennes, jeta les bases du serbe, dont les différentes formes sont aujourd'hui utilisées par les Serbes en Serbie, au Monténégro, en Bosnie-Herzégovine et en Croatie. Karadžić a également traduit le Nouveau Testament en serbe, publié en 1868.
Il a écrit plusieurs livres, Mala prostonarodna slaveno-serbska pesnarica et Pismenica serbskoga языka en 1814, et deux autres en 1815 et 1818, tous avec l'alphabet toujours en cours. Dans ses lettres de 1815 à 1818, il utilise les caractères Ю, Я, Ы et Ѳ. Dans son recueil de chansons de 1815, il abandonne le Ѣ.
L'alphabet est officiellement adopté en 1868, quatre ans après sa mort.

## Histoire moderne

### Autriche-Hongrie
Des ordonnances émises les 3 et 13 octobre 1914 interdisent l'usage du cyrillique serbe dans le royaume de Croatie-Slavonie, limitant son utilisation dans l'enseignement religieux. Un décret a été adopté le 3 janvier 1915 qui interdisait complètement l'usage public du cyrillique serbe. Un décret impérial du 25 octobre 1915 interdit l'usage du cyrillique serbe dans le condominium de Bosnie-Herzégovine, sauf « dans le cadre des autorités de l'Église orthodoxe serbe »,.

### Seconde Guerre mondiale
En 1941, l'État fantoche nazi indépendant de Croatie interdit l'usage du cyrillique, après l'avoir réglementé le 25 avril 1941, et en juin 1941 commence à éliminer les mots « orientaux » (serbes) du croate, et ferme les écoles serbes,.
L'alphabet cyrillique serbe a été utilisé comme base pour l'alphabet macédonien, avec l'œuvre de Krste Misirkov et Venko Markovski.

### Yougoslavie
L'alphabet cyrillique serbe était l'une des deux écritures officielles utilisées pour écrire le serbo-croate en Yougoslavie depuis sa création en 1918, l'autre étant l'alphabet latin de Gaj.
Après l'éclatement de la Yougoslavie dans les années 1990, le cyrillique serbe n'est plus utilisé au niveau national en Croatie, alors qu'il reste un alphabet officiel en Serbie, en Bosnie-Herzégovine et au Monténégro.

### Période contemporaine
En vertu de la Constitution de la Serbie de 2006, l'alphabet cyrillique est le seul officiellement utilisé.

## Différences avec les autres alphabets cyrilliques
Le cyrillique serbe n'utilise pas plusieurs lettres retrouvées dans d'autres alphabets slaves cyrilliques. Il n'utilise pas le signe dur (ъ) et le signe doux (ь), mais plutôt les ligatures de signe doux mentionnées ci-dessus. Il ne possède pas le Э russe/biélorusse, le І ukrainien/biélorusse, les demi-voyelles Й ou Ў, ni les lettres iotatées Я (russe/bulgare ya), Є (ukrainien ye), Ї (yi), Ё (russe yo) ou Ю (yu), qui s'écrit en deux lettres distinctes : Ја, Је, Ји, Јо, Ју. Ј peut aussi être utilisé comme semi-voyelle, à la place de й. La lettre Щ n'est pas utilisée. Si nécessaire, il est translittéré soit ШЧ, ШЛ ou ШТ.
Les formes italiques et cursives serbes des lettres minuscules б, Г, д, п, et т (alphabet cyrillique russe) diffèrent de celles utilisées dans les autres alphabets cyrilliques : б, Г, д, п, et т (alphabet cyrillique serbe). Les formes régulières (dressées) sont généralement normalisées entre les langues et il n'y a pas de variations officiellement reconnues,. Cela présente des difficultés dans la modélisation Unicode, car les glyphes ne diffèrent que dans les versions en italique, et les lettres non en italique sont toujours utilisées dans les mêmes positions de code. La typographie professionnelle serbe utilise des polices spécialement conçues pour la langue pour surmonter le problème, mais les textes imprimés à partir d'ordinateurs courants contiennent des glyphes slaves orientaux et non des italiques serbes. Les polices cyrilliques d'Adobe incluent les variantes serbes (régulières et italiques).